# Taeniophyllum biloculare
Taeniophyllum biloculare är en orkidéart som beskrevs av Johannes Jacobus Smith. Taeniophyllum biloculare ingår i släktet Taeniophyllum och familjen orkidéer. Inga underarter finns listade i Catalogue of Life.